# アイ・エイント・ガット・ノーバディ
「アイ・エイント・ガット・ノーバディ」（I Ain't Got Nobody）は、1915年にスペンサー・ウィリアムズが作曲した歌である。出版者ロジャー・グラハムは共同作曲者の著作権表示を与えられた。この歌は長年にわたりスタンダードとなり、ポップからジャズやカントリー・ミュージックといったスタイルに移り変わりながら世代を超えて何度も録音された。
作曲家、チャールズ・ウォーフィールド Charles Warfield はこの歌の原作を書いたと主張した。1914年4月からの著作権の登録は、曲はウォーフィールドに、歌詞はデイビッド・ヤング David Young に、編曲はマリー・ルーカス Marie Lucas に帰属していた。この歌の曲名は「I Ain't Got Nobody and Nobody Cares for Me」と付けられている。1916年からの短い曲名の方のウィリアムズの著作権の登録は、作曲がウィリアムとデイブ・ペイトン、歌詞は出版者ロジャー・グラハムに帰属していた。
1917年のマリオン・ハリスに始まり、多くのアーティストからこの歌の録音で大当たりした。1920年代に大当たりしたバージョンには、ベッシー・スミス、ファッツ・ウォーラー、ルイ・アームストロングらがいる。1930年代にはビング・クロスビー、ミルズ・ブラザーズ、キャブ・キャロウェイ、ウィンギー・マノン、チック・ウェッブで大当たりした。他の注目すべき録音には、エメット・ミラー、マール・ハガード、ボブ・ウィルズ、コールマン・ホーキンス、ローズマリー・クルーニーなどがある。ルイ・プリマはこの歌をジャスト・ア・ジゴロとつないでメドレーにした。デイヴィッド・リー・ロスは1985年にEP『クレイジー・フロム・ザ・ヒート』でプリマのバージョンをカバーした、彼自身、相当な大当たりをした。

## アニメーション
- この歌は1932年の同名のアニメーションのスクリーン・ソング（英語版）で ミルズ・ブラザーズが歌った。
- 1935年のハーマンとアイシング（英語版）の三色法のアニメーション「Poor Little Me」でもフィーチャーされた。